# Vellerup
Vellerup es una localidad situada en el municipio de Frederikssund, en la región Capital (Dinamarca), con una población en 2012 de unos 449 habitantes.
Se encuentra ubicada al norte de la isla de Selandia, junto al fiordo de Roskilde (mar Báltico) y cerca de Copenhague.